# Chacarilla
Chacarilla ist eine Ortschaft im Departamento La Paz im südamerikanischen Anden-Staat Bolivien.

## Lage im Nahraum
Chacarilla ist zentraler Ort des gleichnamigen Municipios Chacarilla in der Provinz Gualberto Villarroel. Die Ortschaft liegt auf einer Höhe von 3845 m am nördlichen Ende der Serranía de Huayllamarca, eines etwa 100 Kilometer langen Höhenrückens, der sich auf dem Altiplano im Westen der Stadt Oruro in nordwestlich-südöstlicher Richtung erstreckt. Nächstgelegene Ortschaft ist San Pedro de Curahuara auf der östlichen Seite des Höhenrückens in einer Entfernung von etwa vierzig Kilometern unbefestigter Piste.

## Geographie
Chacarilla liegt auf der bolivianischen Hochebene am Westhang des Höhenrückens der Serranía de Huayllamarca, zehn Kilometer südlich des Río Desaguadero. Die Region weist ein ausgeprägtes Tageszeitenklima auf, bei dem die mittleren Temperaturen im Tagesverlauf stärkere Schwankungen aufweisen als im Jahresverlauf.
Die Jahresdurchschnittstemperatur der Region liegt bei knapp 9 °C (siehe Klimadiagramm Callapa), die Monatsdurchschnittstemperaturen schwanken nur unwesentlich zwischen 5 °C im Juli und gut 10 °C von November bis März. Der Jahresniederschlag beträgt etwa 400 mm, die Monatsniederschläge liegen zwischen 0 und 10 mm in den Monaten Mai bis August und 100 mm im Januar.

## Verkehrsnetz
Chacarilla liegt in einer Entfernung von 200 Straßenkilometern südlich von La Paz, der Hauptstadt des gleichnamigen Departamentos.
Von La Paz aus führt die asphaltierte Nationalstraße Ruta 2 bis El Alto, von dort die Ruta 1 in südlicher Richtung als Asphaltstraße bis Patacamaya, anschließend die Ruta 4 in südwestlicher Richtung bis Cañaviri. Von dort aus führt eine unbefestigte Piste nach Süden über Umala nach Chilahuala und überquert dort den Río Desaguadero, bis sie nach sechzig Kilometern die Provinzhauptstadt San Pedro de Curahuara erreicht, von wo aus eine unbefestigte Straße in nordwestlicher Richtung nach Chacarilla führt.

## Bevölkerung
Die Einwohnerzahl der Ortschaft ist in den vergangenen beiden Jahrzehnten auf etwa das Fünffache angestiegen:
| Jahr | Einwohner | Quelle       |
| ---- | --------- | ------------ |
| 1992 | 20        | Volkszählung |
| 2001 | 23        | Volkszählung |
| 2012 | 106       | Volkszählung |
| 2024 |           | Volkszählung |

Die Region weist einen hohen Anteil an Aymara-Bevölkerung auf, im Municipio Chacarilla sprechen 97,0 Prozent der Bevölkerung Aymara.